# 1871 aux échecs
| Années des échecs : 1868 - 1869 - 1870 - 1871 - 1872 - 1873 - 1874    |
| Décennies des échecs : 1840 - 1850 - 1860 - 1870 - 1880 - 1890 - 1900 |

Cet article présente les faits marquants de l'année 1871 aux échecs.

## Championnats nationaux
- Empire allemand, MDSB : Adolf Andersen remporte la première édition du championnat de la MDSB[Note 1].
- Empire allemand, NDSB : Max Lange remporte la première édition du championnat de la NDSB[Note 2]. La deuxième édition aura lieu en 1876.
- Empire allemand, WDSB : Louis Paulsen remporte le championnat de la WDSB[Note 3]. Le prochain championnat aura lieu en 1876.
- États-Unis : George Henry Mackenzie remporte la deuxième édition du Congrès américain des échecs [1],[2] par acclamation[Note 4].

## Naissances
- Carl Walbrodt

## Nécrologie
- En 1871 : Félix Sicre (en)
- 8 mars : Anton Novotny
- 30 juillet : Max Bezzel (en)